# Goebkinski
Goebkinski (Russisch: Губкинский) is een stad in het Russische autonome district Jamalië in het noorden van de West-Siberische oblast Tjoemen. De stad ligt op ongeveer 200 kilometer ten zuiden van de noordpoolcirkel in het noordoosten van het West-Siberisch Laagland op de linkeroever van de Pjakoepoer in de bostoendrazone. De stad is vernoemd naar Sovjetgeoloog Ivan Goebkin.
Op 16 kilometer ten noordoosten van de stad loopt de spoorlijn Tjoemen-Soergoet-Novy Oerengoj.

## Geschiedenis
De stad werd gesticht op 22 april 1986, toen het bedrijf Poerneftegaz ("olie en gas van de Poer") werd opgestart. In 1996 kreeg de plaats de status van stad onder districtsjurisdictie. Dit was de eerste keer dat de autoriteiten van Jamalië dit zelf mochten beslissen in plaats van de federale autoriteiten, zoals gewoonlijk was. Poerneftegaz is inmiddels onderdeel van het staatsbedrijf Rosneft als Rosneft-Poeneftegaz. Vanaf de jaren 90 zijn er ook een aantal gas-gerelateerde bedrijven om Poerneftegaz heen gegroeid. De stad heeft een goed voorzieningenniveau, waarvoor het zelfs de Russische competitie won voor Jamalië voor de stad met de beste voorzieningen.
De stad is sterk gericht op het onderwijs. Er bevindt zich een vestiging van de Staatsuniversiteit van Oedmoertië en vertegenwoordigingen van de Goebkistaatsacademie voor gas en olie, de Staatsuniversiteiten van Tjoemen en Tomsk, de Academie voor Bouwkunde en Constructie van Tjoemen en de Staatsuniversiteit van Oefa voor olietechniek.
In de stad bevindt zich sinds 2006 een museum over de ontwikkeling van het "noorden" vanaf de tijd van de Nenetsen.